# KS AZS Wratislavia

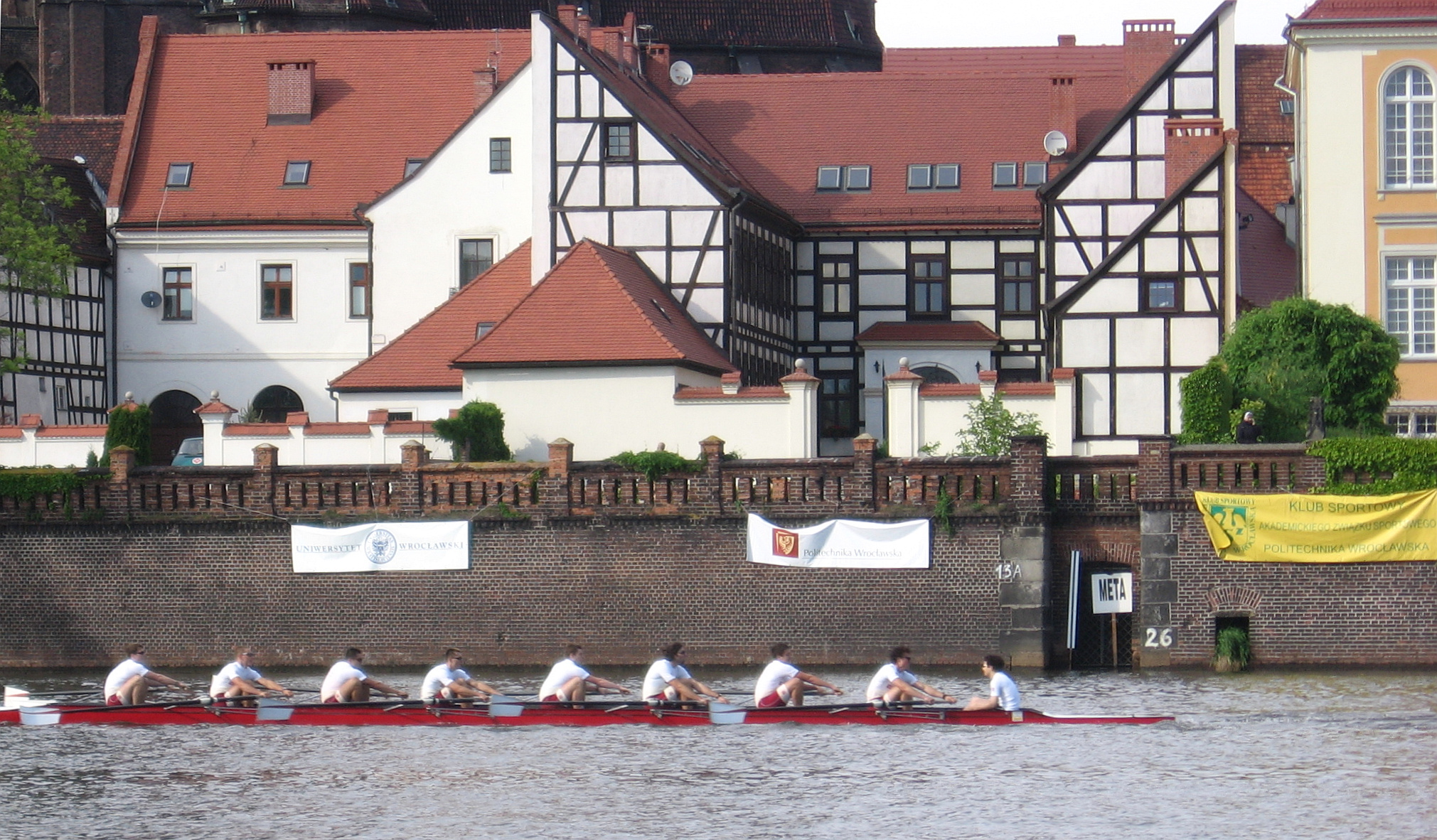
Zwycięska "ósemka" KS AZS PWr na finiszu regat na Odrze w 2007 (po prawej widoczny żółty baner klubu).

Klub Sportowy Akademickiego Związku Sportowego „Wratislavia” – wielosekcyjny uczelniany klub sportowy do 2015 działający przy Politechnice Wrocławskiej, następnie samodzielny klub sportowy.

## Historia
Akademicki Związek Sportowy we Wrocławiu utworzony został w sierpniu 1945. Dwa lata później, w roku akademickim 1947/1948, powołano koło AZS przy Politechnice Wrocławskiej, w 1952 przekształcone w samodzielny klub uczelniany. Dalsze przekształcenia wiązały się także ze zmianami nazwy. 18 maja 1977 wrocławskie Kolegium Rektorów zdecydowało o utworzeniu wspólnego Międzyuczelnianego KS AZS Politechnika Wrocławska (później KM AZS Politechnika Wrocławska, następnie KS AZS Politechnika Wrocławska).
W roku 2007 w klubie działały 34 sekcje: 5 wyczynowych (brydż sportowy, szachy, tenis stołowy, unihokej i wioślarstwo) oraz 24 sportowe sekcje studenckie i 9 studenckich sekcji rekreacyjnych. W październiku 2015 roku Walne Zgromadzenie Delegatów uchwaliło zmianę nazwy klubu na „Klub Sportowy Akademickiego Związku Sportowego Wratislavia”. Przypieczętowało to ostatecznie uniezależnienie się klubu od Politechniki Wrocławskiej. Formalnie zmiana została zarejestrowana 21 grudnia 2018, a w klubie istnieje obecnie tylko sześć sekcji wyczynowych - sekcje studenckie pozostały przy Politechnice Wrocławskiej, w klubie przyuczelnianym. 

## Sekcja Wioślarska
Od samego początku istnienia klubu, tj. od 1945, najbardziej utytułowana sekcją jest sekcja wioślarska. Sekcja ta dochowała się łącznie 23 olimpijczyków.